# Croix et calvaires de Lièpvre
Il existe actuellement dans la commune  de Lièpvre (Haut-Rhin) quatorze croix ou calvaires. On les trouve généralement en bordure des routes et chemins forestiers, et aux carrefours, ou encore à flanc des collines.
Certaines ne portent que quelques initiales où l’année est à peine lisible. D’autres évoquent des signatures tirées des saintes écritures ou implorent l’intercession des saints. Quatre de ces croix ont été posées par des professionnels, les autres sont des réalisations artisanales. Bien enracinés dans le terroir, ces monuments sont les témoins de l’histoire locale et des témoignages du passé. Certaines croix sont des véritables petits chefs-d’œuvre.
Au début du XXe siècle, le village comptait dix-sept calvaires. Quatre ont disparu depuis, dont trois à la suite d’accidents de la circulation et le quatrième fut démonté lors de la construction d’une maison d’habitation. D'autres avaient déjà disparu avec la révolution et au début du XIXe siècle.
Ce patrimoine a été gravement entamé avec le temps, en raison  notamment de la pollution et de la circulation automobile. Le manque de sensibilisation de la population et une législation inadaptée sont les autres causes qui poussent à la destruction des croix.

## Croix encore existantes

### Croix du Prieuré

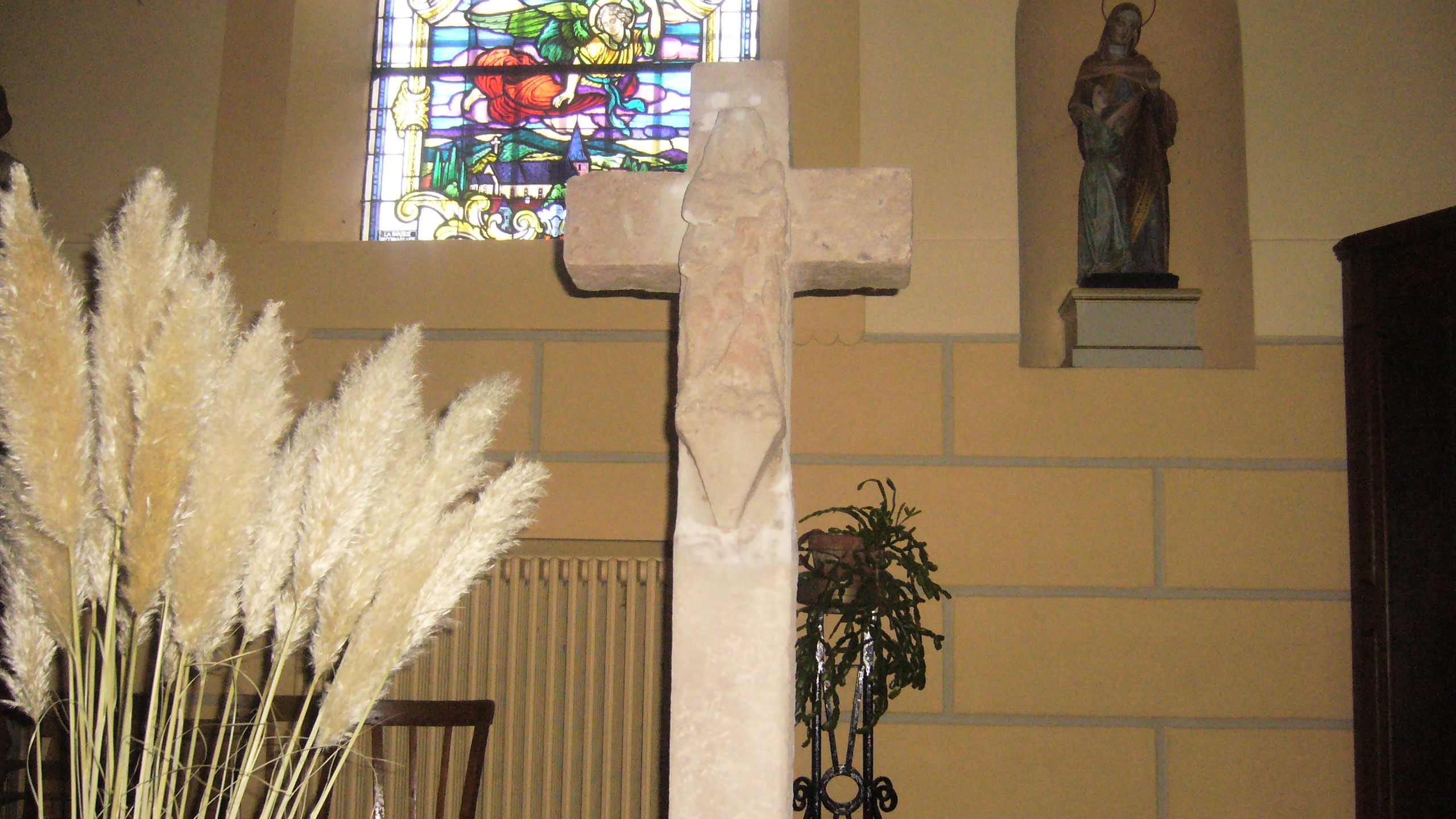
Croix du Prieuré (XIVe siècle)

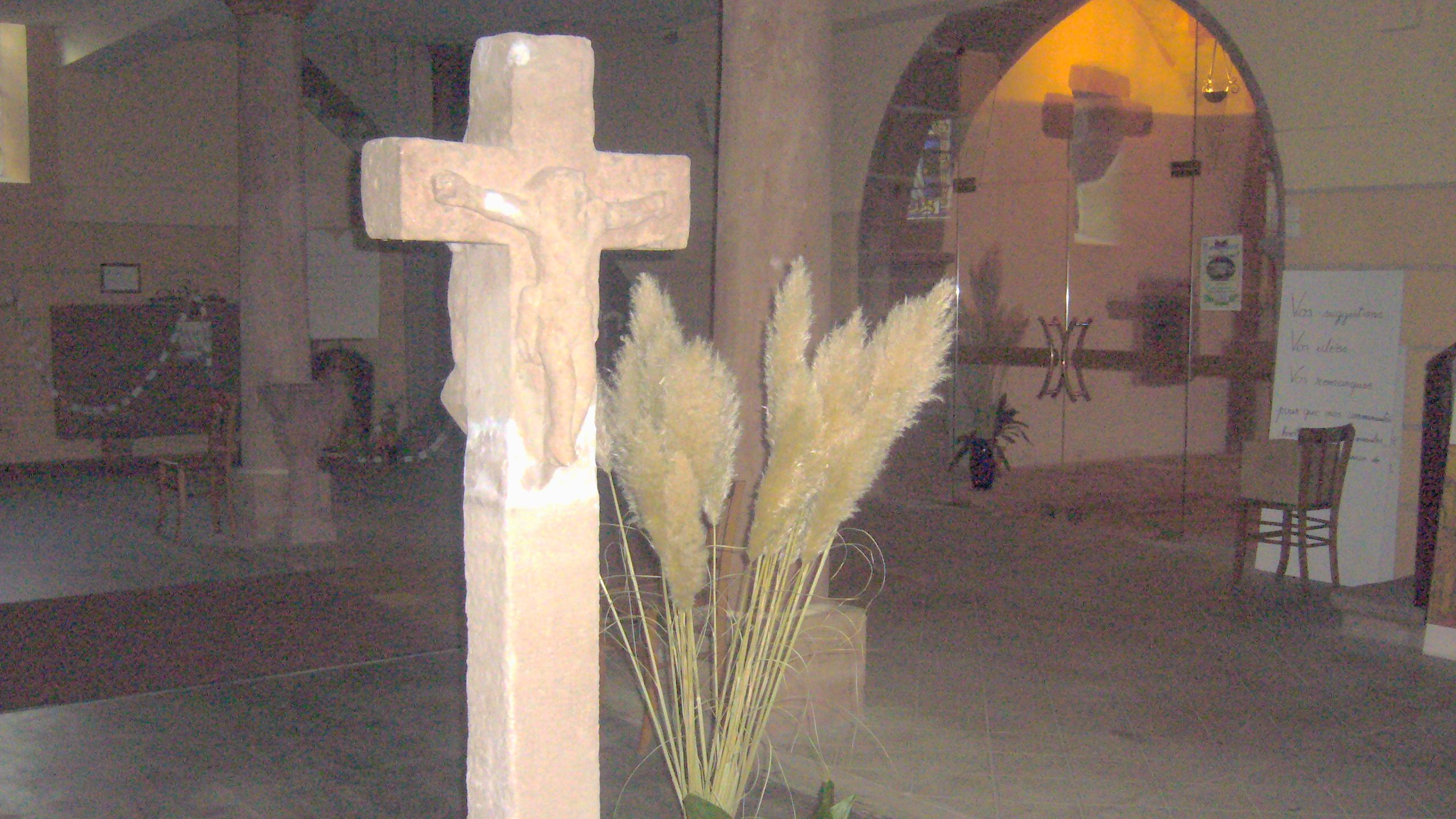
Croix du Prieuré (face opposée)

Cette croix à double face se trouvait autrefois au Hoimbach ; elle a été transférée vers 1863 dans le jardin du presbytère. Avec le temps, elle s'est détériorée. Le conseil de fabrique de l'église de Lièpvre a fait faire des travaux de restauration sur cette vieille croix puis l'a placée à l’intérieur de l’église de Lièpvre. Très ancienne, elle pourrait dater du XIVe siècle. Elle a été taillée en un seul bloc dans du grès provenant du massif du Chalmont. Elle présente des similitudes frappantes avec la croix du Chamby à Rombach-le-Franc.
- Hauteur totale de la croix : 2 mètres
- Largeur de la croix : 0,50 m
- Hauteur du socle : 0,44 m
- Hauteur de la croix à partir du socle : 1,56 m

### Croix de la Rochette

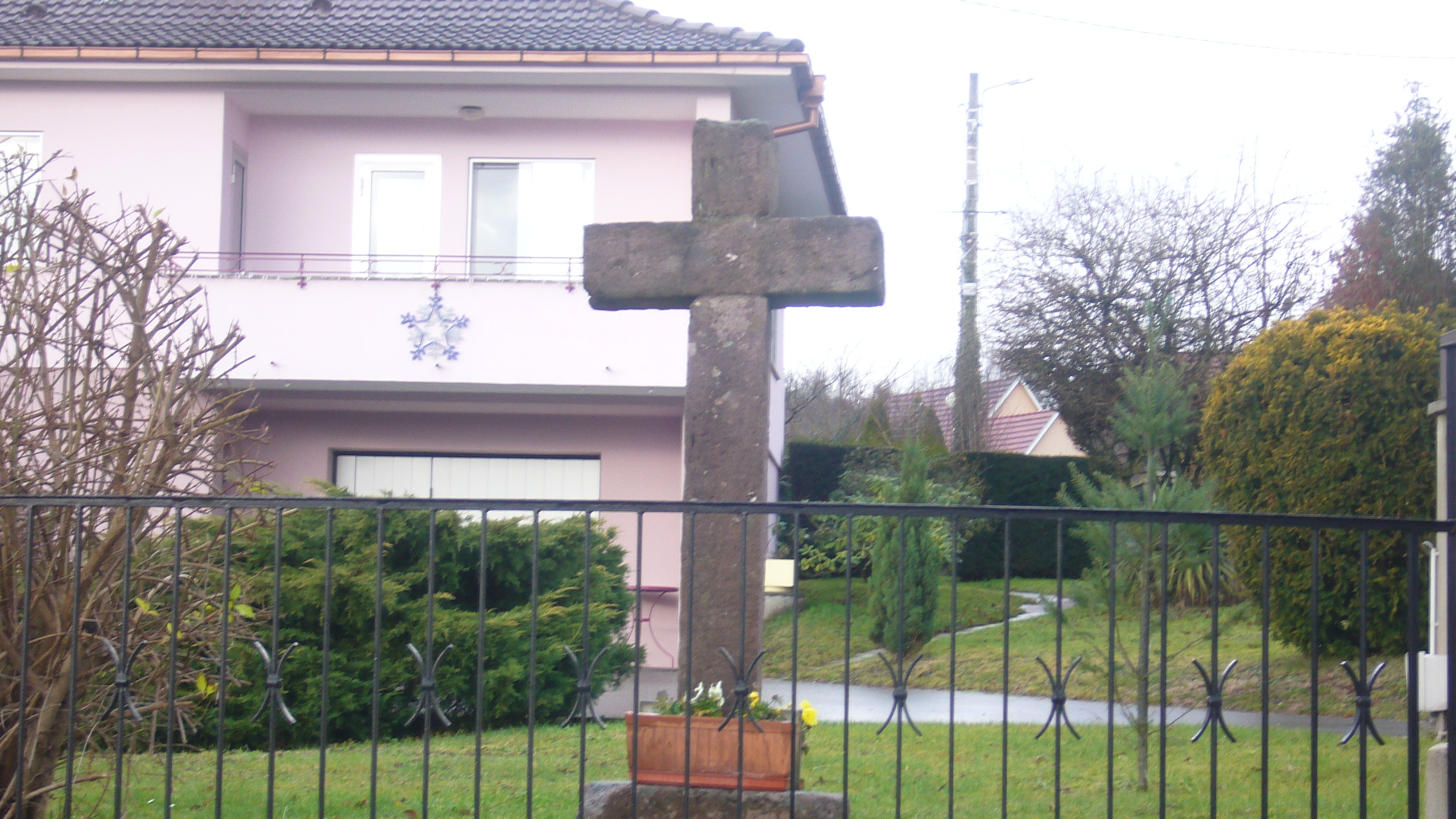
Croix de la Rochette (XVIIIe siècle)

Datant du XVIIIe siècle, cette croix peut être aperçue en continuant sur le chemin du Kesbel. Elle est de forme simple, sans Christ ni inscription. Autrefois la mousse et le lichen envahissaient cette croix au milieu de fleurs champêtres. Depuis 1996 elle se trouve sur une propriété privée, où elle est bien entretenue : la mousse a été enlevée et la croix possède maintenant un aspect convenable.

### Croix de la Collinière

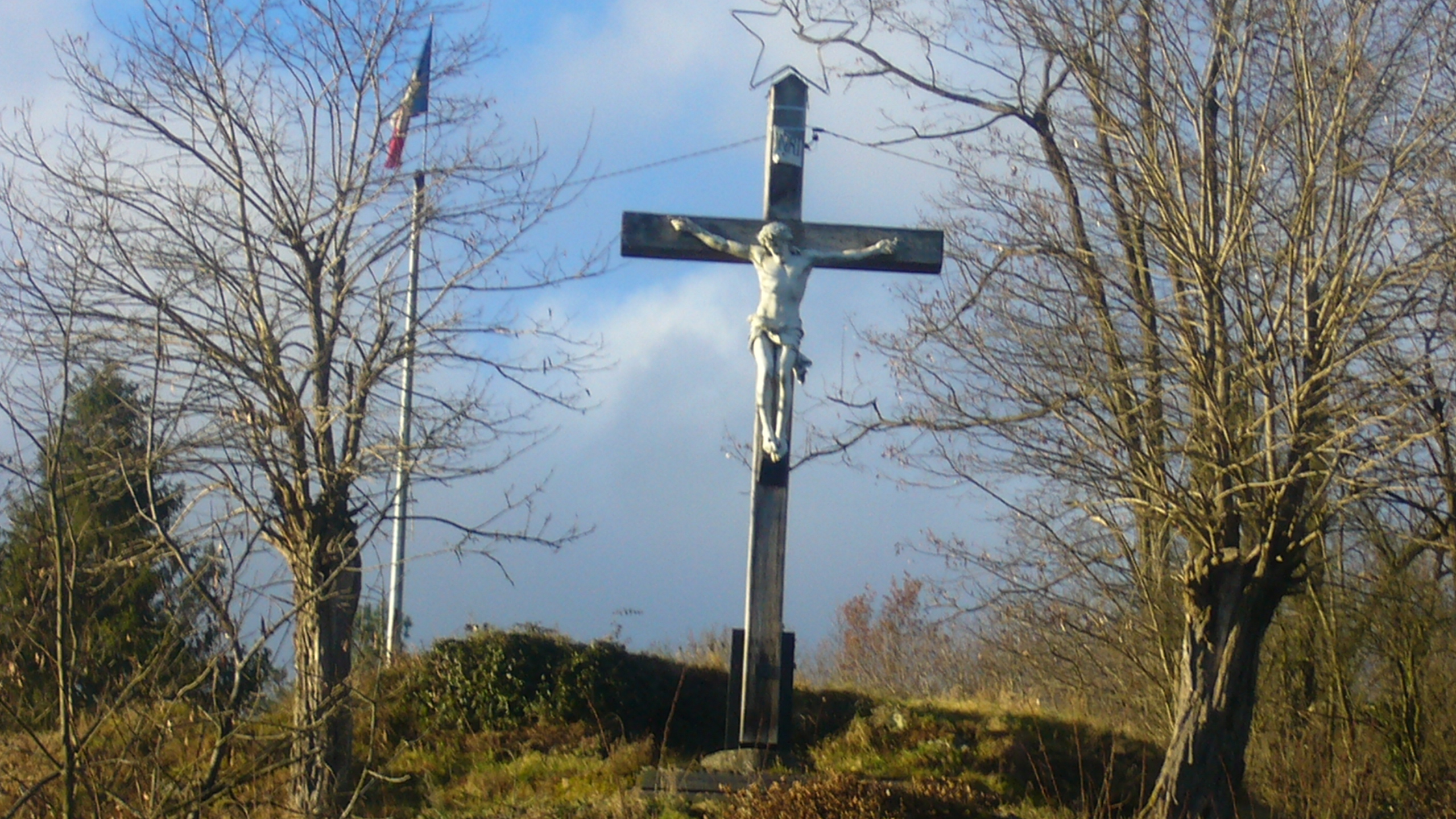
Croix de la Collinière (1908)

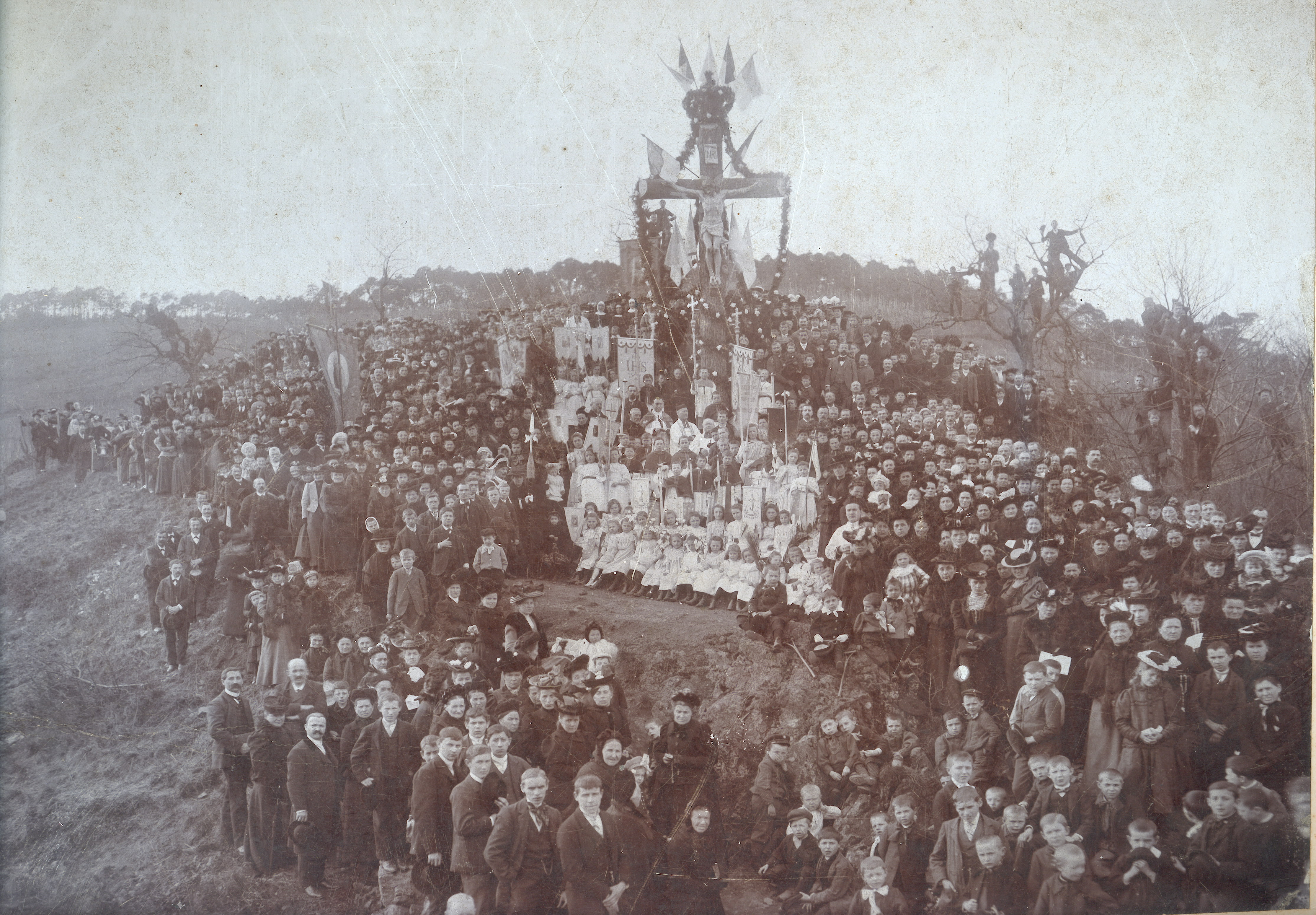
Inauguration de la croix de la Collinière à Lièpvre le 29 mars 1908

Parmi les croix les plus marquantes de la localité figure celle qui se trouve sur le plateau rocheux de la Collinière.
Elle a été bénie le dimanche Laetare Jérusalem (29 mars 1908) par le R.P. Auguste Sieffert (1873-1951), nommé évêque de la Paz (en Bolivie) par le pape Pie XI en 1924. Cette inauguration s’est déroulée sous un soleil printanier, en présence d’une foule énorme. Les spectateurs étaient agglutinés non seulement autour de la croix, mais également sur les hauteurs du Kast, du Raincorne et du Ménabois, d'où ils regardaient le spectacle. Cette grande croix domine les massifs du Chalmont et du Taennchel, tout en protégeant la localité à ses pieds, et en étant orientée face à l’ancien prieuré aujourd’hui disparu. Elle a été taillée dans du bois de chêne provenant de la forêt de l’Aspigoutte et mesure sept mètres de haut. Le Christ est en fonte d’après le modèle de Jean de Bologne, et pèse environ 300 kg.
Le 9 avril 1917, un aumônier militaire originaire d’Alsace célébra une messe à cet emplacement en présence de la Jugendwehr du Val et de nombreux soldats allemands.
La croix de la Collinière sera rénovée en 1945 par des prisonniers de guerre allemands sous la conduite de Jean Baptiste Heckly. La croix sera, quarante années après en 1985, refaite par une équipe de bûcherons communaux. Elle sera taillée dans un chêne venant du fond du Hoimbach et inaugurée le 11 novembre 1985. La cérémonie s'est déroulée en présence des fidèles de la paroisse et du conseil municipal. Le calvaire a été béni par le curé doyen Marcel Ehrhart.

### Calvaire de la Gely

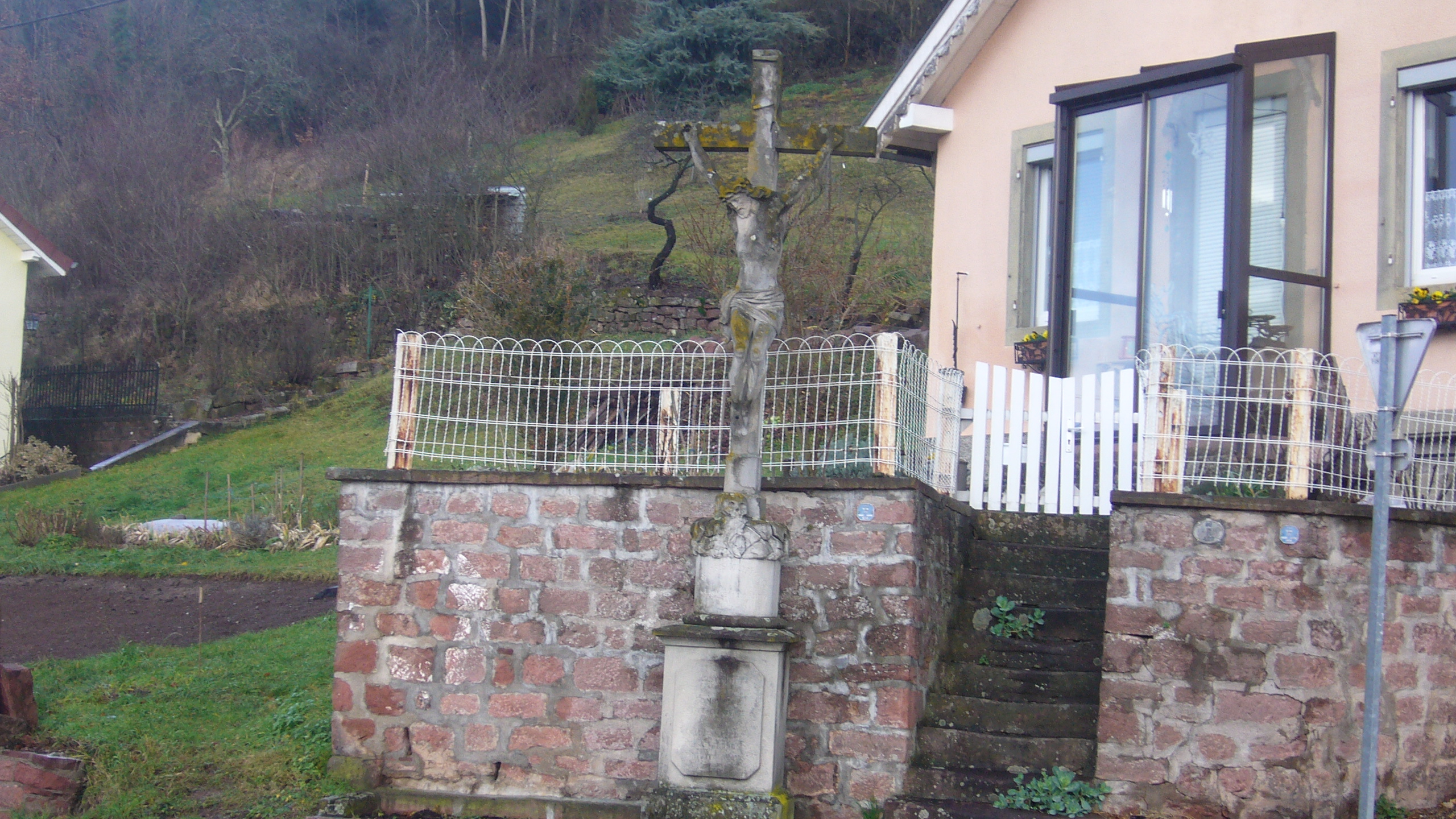
Croix de la Gely (1765)

Située à l’intersection de la rue du Chalmont, de celle du Kast et du Kesbel, cette croix est installée à l’entrée de la Creuse de la Gely. C’est la plus ancienne de Lièpvre. Elle a été implantée en 1765.
Le calvaire a fait l’objet d'une rénovation en 2003. Une nouvelle plaque de granit a été posée au pied de la croix par l’entreprise Daniel Graff de Sainte Marie-aux-Mines. Les quatre doigts du Christ du côté droit manquent.

### Croix de Musloch

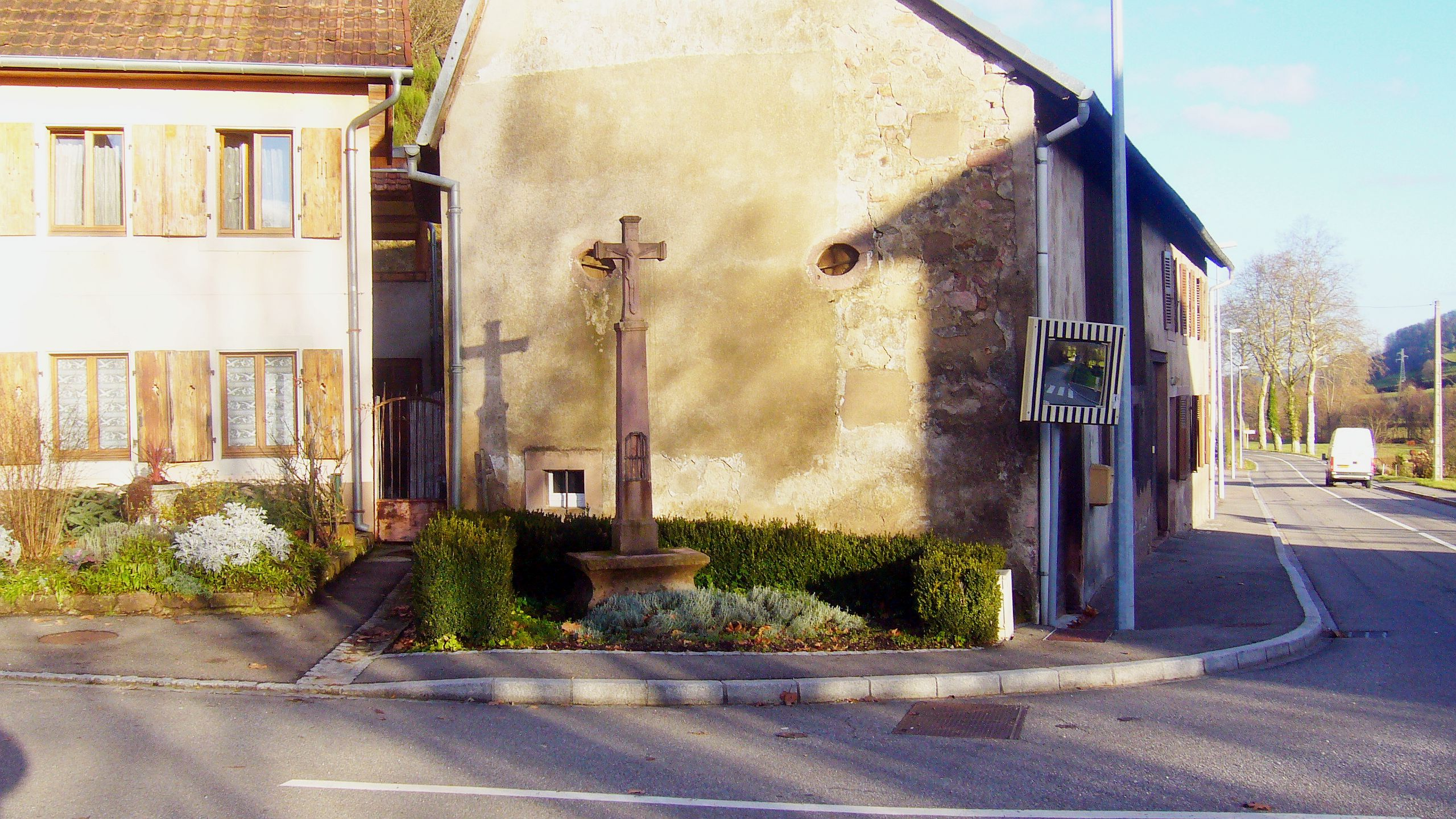
Croix de Musloch (XIXe siècle)

Située à la sortie de Lièpvre, au hameau de Musloch, elle est datée du XIXe siècle. Elle se trouve, à gauche en venant de Lièpvre, entre la route principale et le chemin qui va vers Musloch, à côté de la chapelle.

### Croix Lamaze

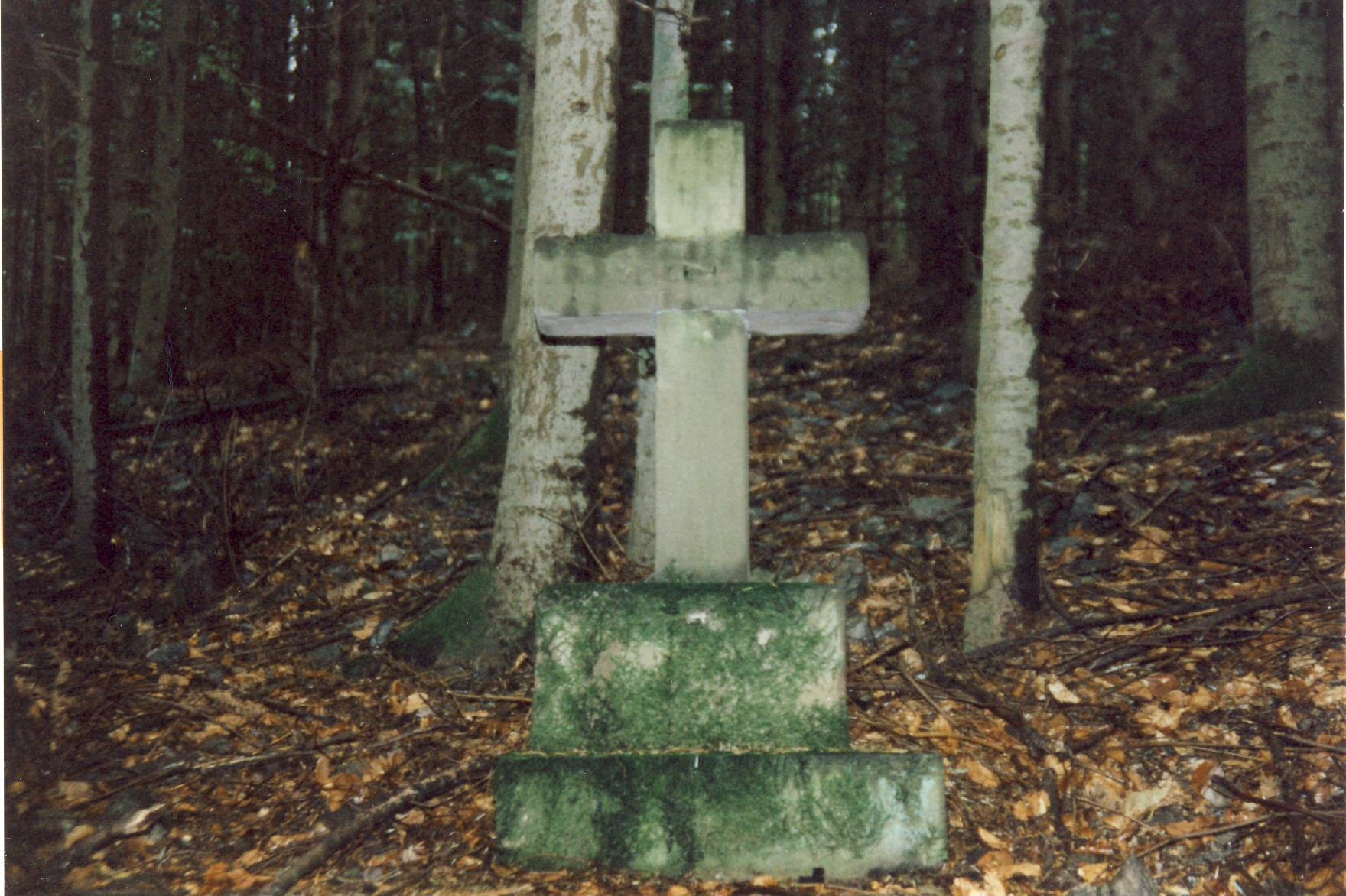
Croix Lamaze se trouvant dans le bois de Spiemont à Lièpvre (1896)

Elle se trouve dans la forêt du Spiemont. Elle est datée de 1896. C'est une petite croix située sur le bord d'un chemin. Elle indique qu'un certain Joseph Lamaze est décédé à l'endroit où se trouve aujourd'hui cette croix en février 1896 à l'âge de 45 ans. Cette croix est aujourd'hui couchée sur le talus. Pour accéder à cet endroit il faut se rendre dans la forêt du Spiemont et prendre un chemin très pentu, puis continuer un peu plus loin. La croix se trouve à gauche, au bord du sentier forestier.

### Croix du Kesbel

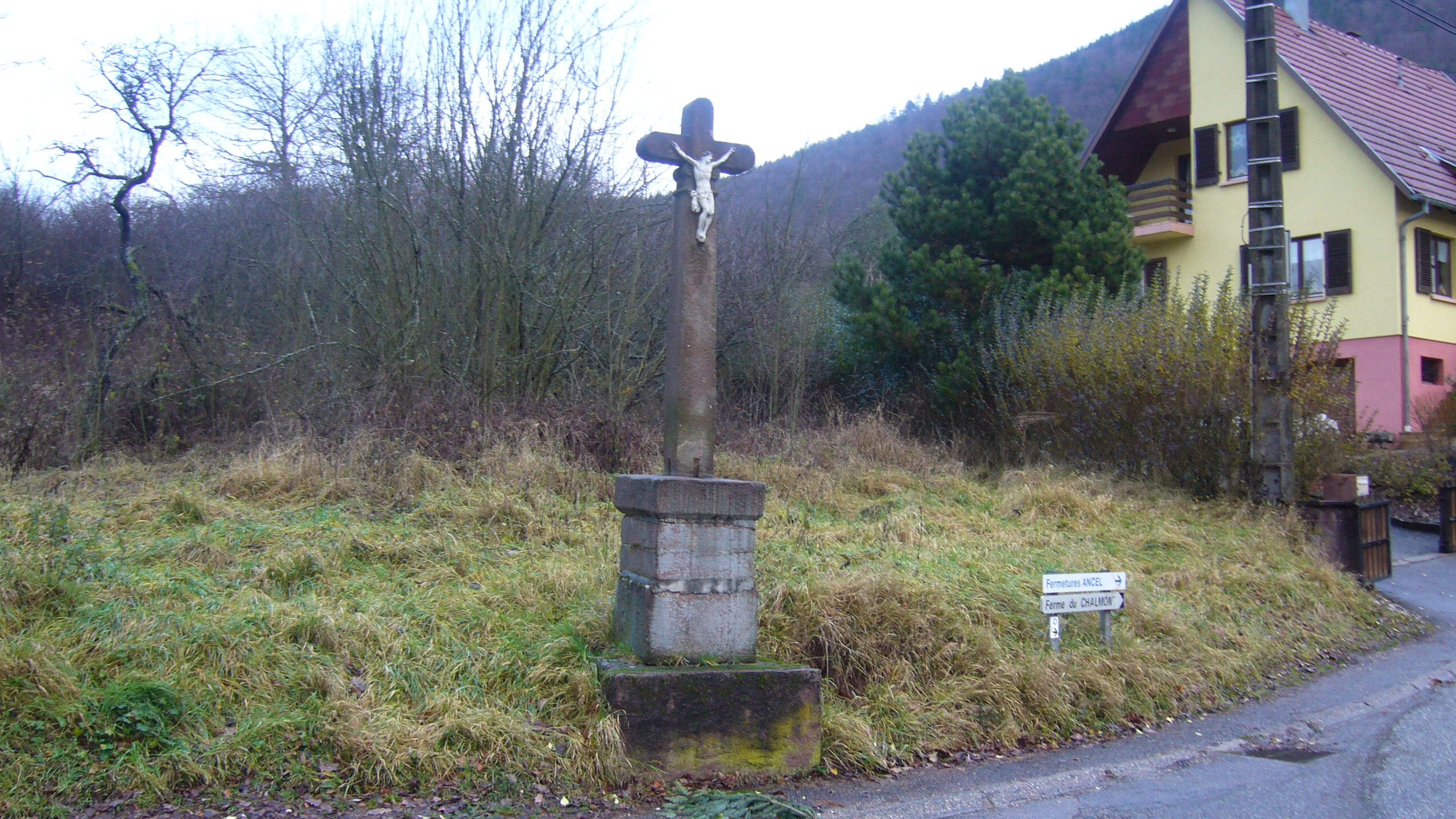
Coix du Kesbel (XVIIIe siècle)

Édifiée en 1765, cette croix portait aussi le nom de Croix Louzy. Le millésime est à  présent complètement illisible.

### Croix de Bois l’Abbesse

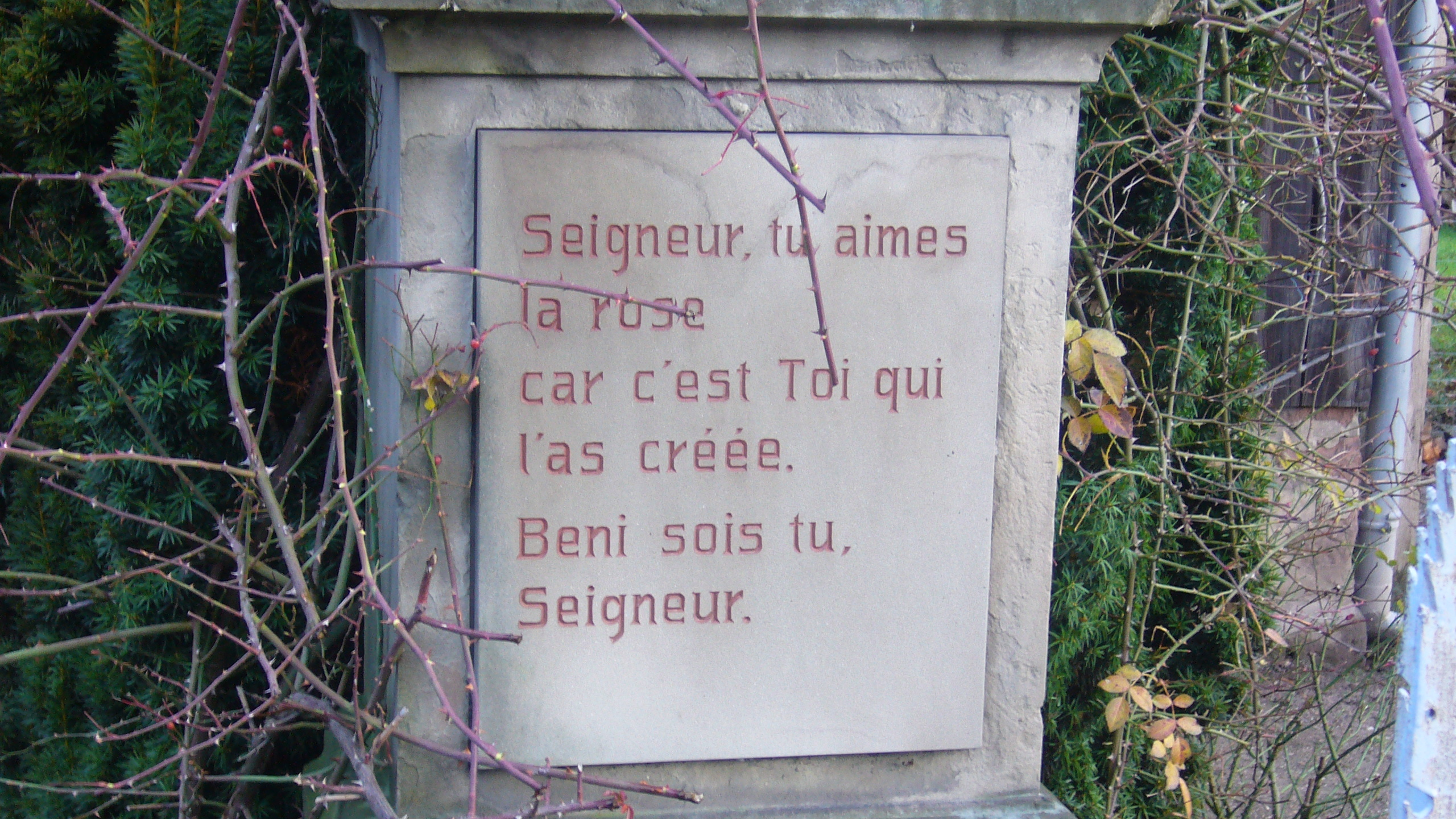
Inscription sur le socle de la croix de Bois l'Abbesse

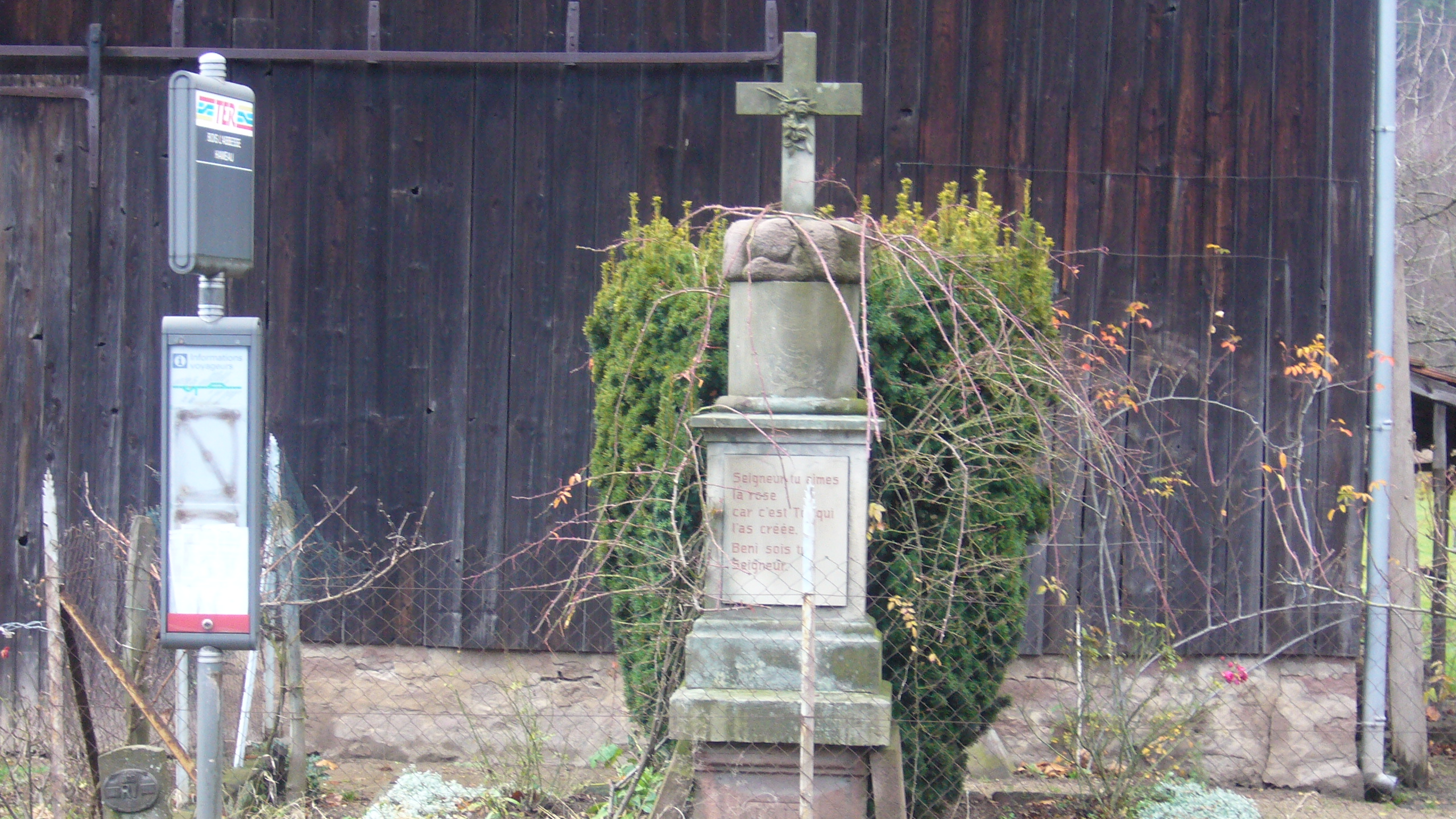
Calvaire de Bois l'Abbesse à Lièpvre (1814)

Croix élevée en 1814. Sous le socle on trouve l'inscription: Seigneur tu aimes la rose car c'est toi qui l'as créée. Béni sois tu Seigneur. La croix se trouve parallèlement à la route RN 59, près de l'arrêt du bus. Elle est en assez bon état, en dépit de la proximité de la route.
- Hauteur de la croix : 3,60 m
- Largeur : 0,75 m
- Socle : hauteur 0,75 m
- Piédestal (hauteur ; 0,75 m)

### Croix Deiber

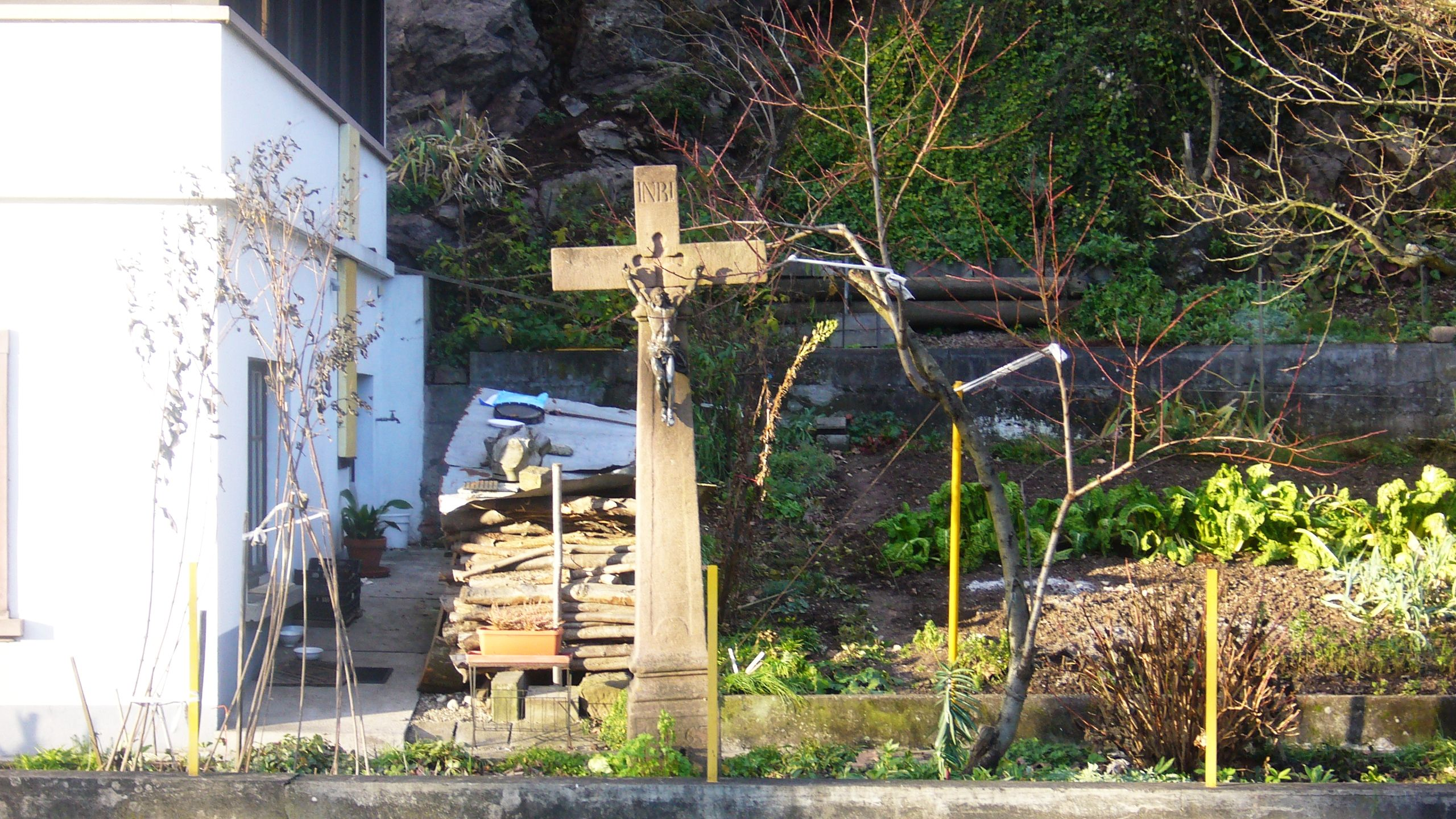
Croix Deiber (1863)

Calvaire mis en place en 1863. Elle se trouve au bord de la route nationale 59 qui va de Lièpvre à Sainte-Croix-au-Mines, avant la roche des violons, à proximité de la maison de M. Stanisière.

### Croix Marchal

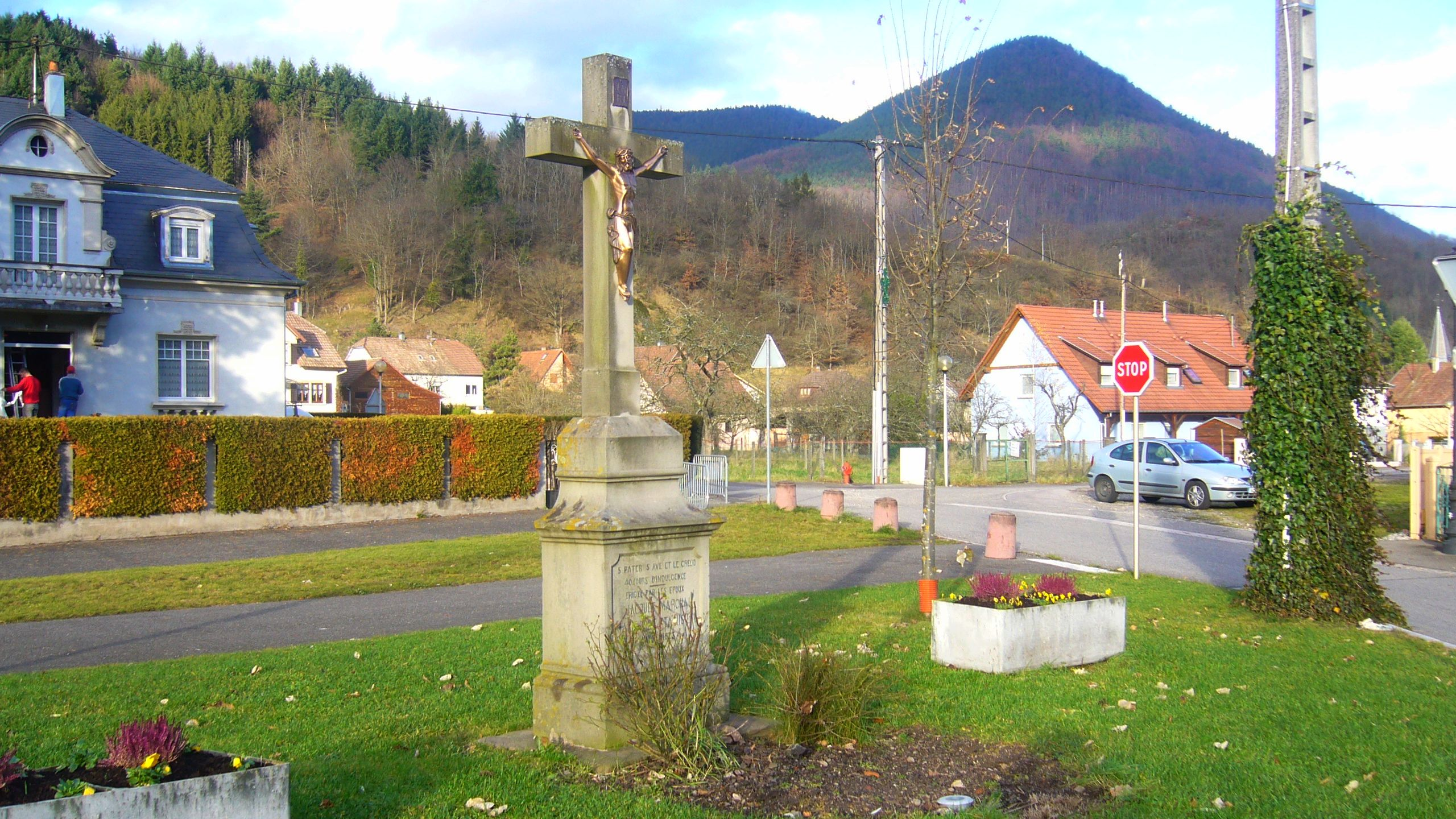
Croix Marchal (1873)

Située à proximité d’un croisement, au bord de la route. Il s'agit d'une croix de couleur grise. Elle fut érigée en 1873 par les époux Marie Odile Stanisière et Jacques Marchal et porte l’inscription : 5 Pater, 5 Ave et le Credo, 40 j. d’indulgence. Elle marque le premier arrêt de la seconde procession.

### Croix du Col du Mont

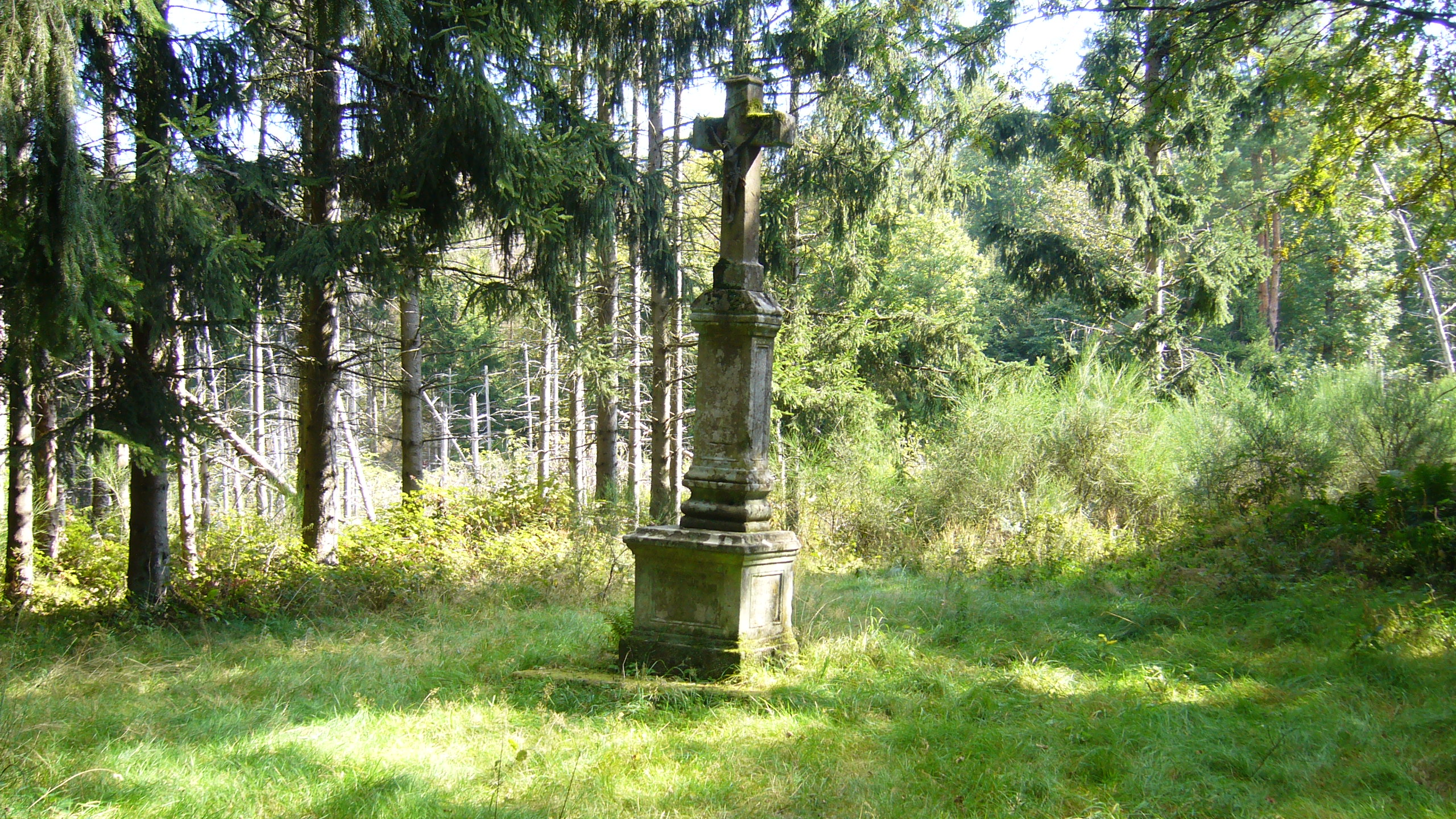
Calvaire du Col du Mont (1862)

Située dans la forêt entre Lièpvre et Musloch dans un endroit appelé le Col du Mont, ou le "Col de Rombach". On peut s'y rendre en empruntant le sentier de la Craintole. Elle a été érigée le 30 mai 1862 et bénie par l'abbé Joseph Maurer après les Vèpres. Elle a été construite par Jean Baptiste Jardel, tailleur de pierres à Rombach-le-Franc. Une autre croix était disposée juste à côté de celle-ci selon Victor Kuentzmann, ancien instituteur de Lièpvre, et elle devait faire partie de la commune de Lièpvre. Depuis ce col on peut descendre sur Rombach-le-Franc. Ce chemin était autrefois largement pratiqué par les habitants de Rombach-le-Franc, notamment avant la construction du chemin de fer reliant Sélestat à Sainte-Marie-aux-Mines, qui se rendaient dans les usines  de Sainte-Croix-aux-Mines et Sainte-Marie-aux-Mines. Ce chemin permettait de raccourcir la durée de la marche pour se rendre dans les deux villages. Sur cette hauteur encore cultivée à l'époque se trouvait un deuxième calvaire qui a aujourd'hui disparu. Il était installé sur le banc de Lièpvre, à proximité de la croix faisant partie du banc de Rombach-le-Franc. La croix avait été inaugurée le 5 octobre 1862 par l'abbé de Hombourg, curé de Lièpvre. Chaque année, à la même époque, les habitants de Lièpvre se rendaient sur ce col en procession. Depuis cette hauteur on pouvait apercevoir à l'époque les deux vallées et les montagnes qui formaient un cadre grandiose : l'entrée était connue sous le nom de Tabor de Musloch. 
D'après la légende locale, la croix s'élevait dans cette partie du col qui était un rendez-vous des sorcières du canton. On raconte qu'à certaines nuits de l'année, elles se donnaient rendez-vous en voltigeant sur des manches à balai, traversant dans les airs la région, pour fêter leur abominable sabbat.

### Calvaire de l'ancien cimetière

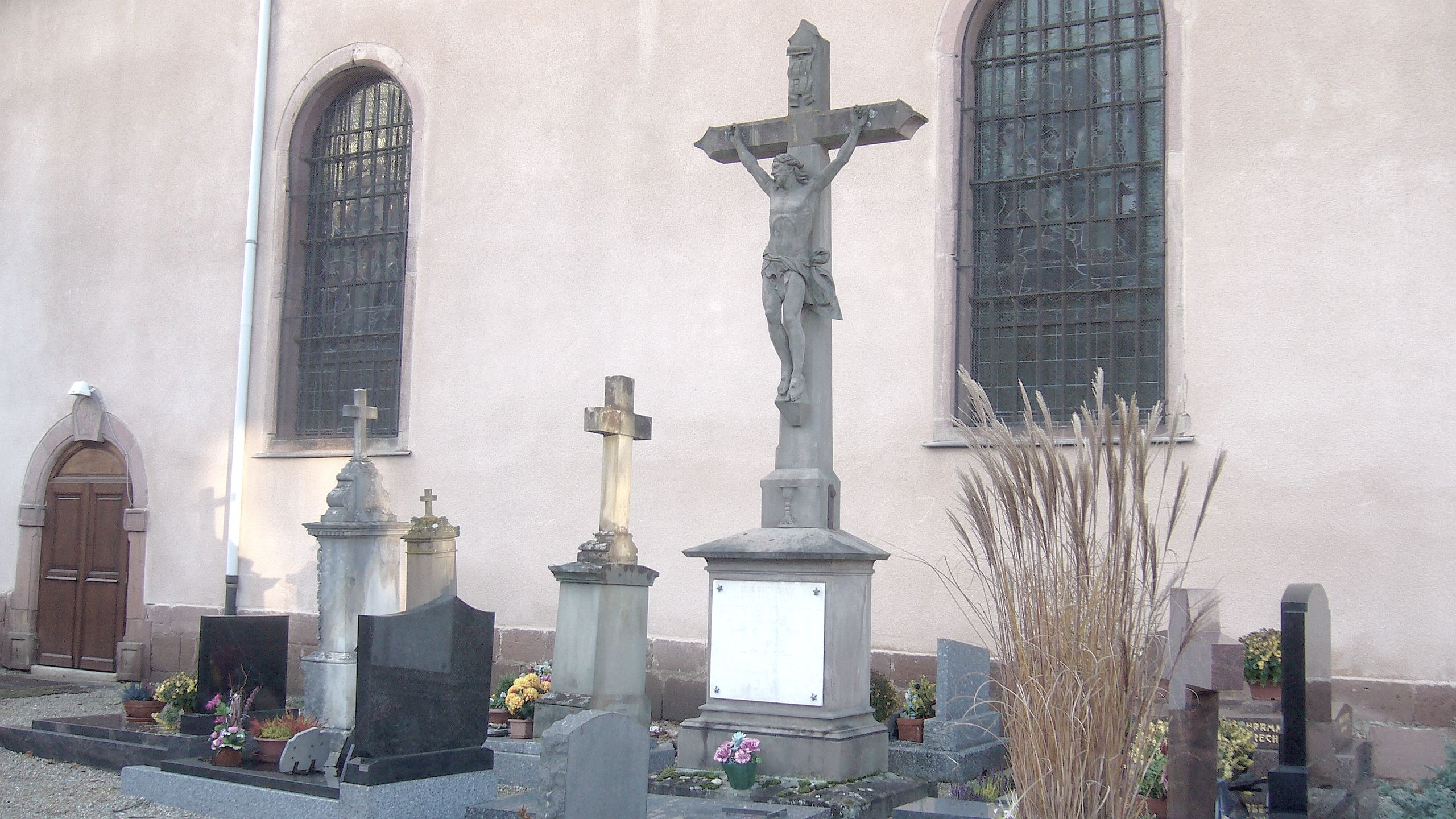
Croix de l'ancien cimetière (1878)

Elle est en pierre de taille grise et porte sur une plaque l’inscription suivante : Sous cette croix, par lui érigée, repose Mathias Rohmer, né à Ebersheim en 1824, décédé curé de Lièpvre le 1er octobre 1877. R.I.P.  La loi de vérité a été dans sa bouche et l’iniquité n’a pas été trouvée sur ses lèvres (Malachie II.6). Cette croix est située sur l'ancien cimetière, à côté de l'église de Notre-Dame-de-l'Assomption.

### Croix du grand cimetière

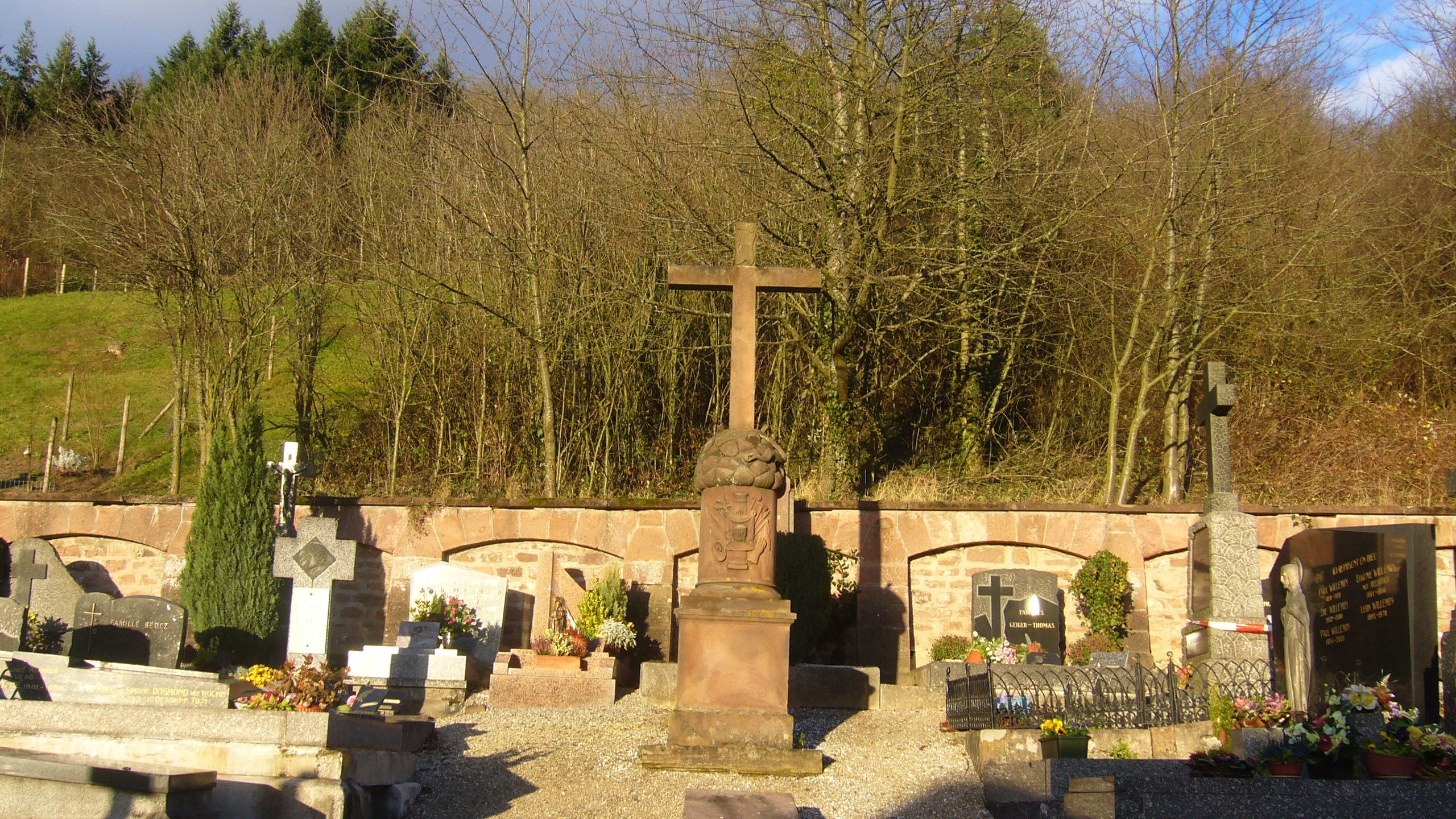
Croix du grand cimetière (1838)

Dans l’enceinte du cimetière, au pied du Kast, se dresse une grande croix en grès rouge qui date de 1838. Au-dessus de l’image du Christ, est sculptée une tête de mort et un serpent qui mord dans la pomme. On distingue les instruments de la passion du Golgotha. Sur le socle on peut voir l’inscription « Non istum Christum sed per istum credo Christum » (Je crois  non que ceci soit le  Christ  mais c’est par celui-ci que je crois que le Christ est).
À proximité de cette croix défilaient les cortèges funèbres et on y déposait souvent le cercueil d’un membre de la famille à titre d’expiation des péchés. Cette croix est l’œuvre d’un professionnel et représente la croix des morts.

### Croix de la Vaurière

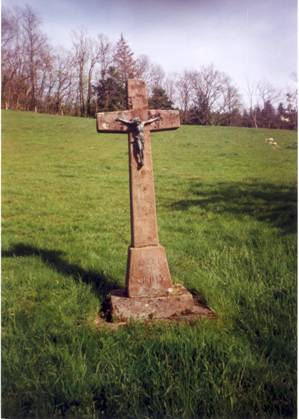
Croix de la Vaurière (1908)

Cette croix a été érigée en 1908 à la demande de la petite-fille Leromain et installée par Georges Gassmann, tailleur de pierres. Elle a été bénie par l’abbé Henri Gerber, curé de Rombach-le-Franc. La croix a été construite en grès provenant du sommet du Chalmont. La croix est installée sur un pré se trouvant sur le banc de Lièpvre, à la lisière du ruisseau de la Vaurière séparant les communes de Rombach-le-Franc et Lièpvre.

## Petit monument

### Monument du Spiemont

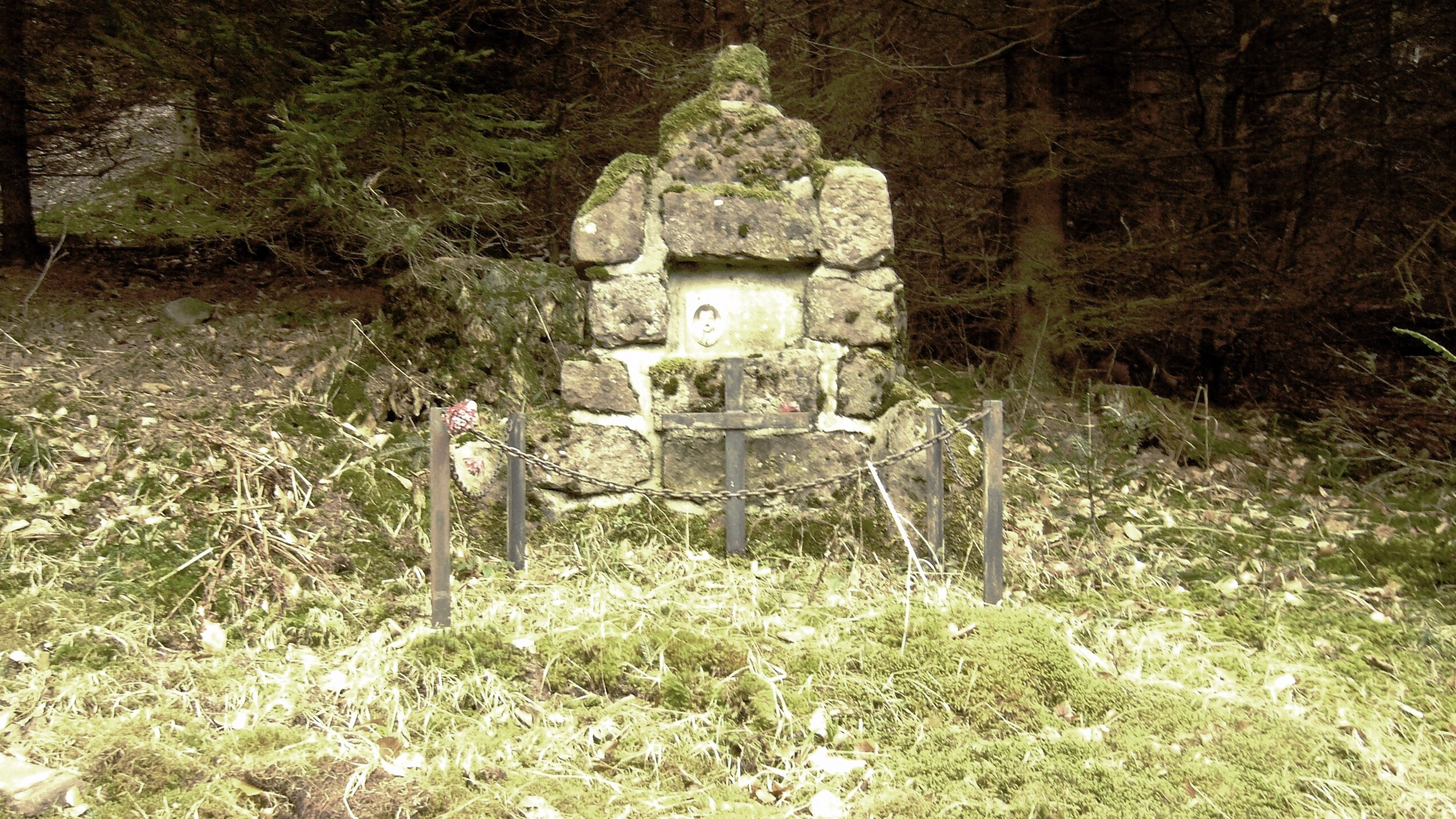
Monument en hommage à René Schneider (1931-1978) tué accidentellement dans la forêt du Spiemont

Ce petit monument, au milieu de la forêt du Spiemont a été installé par les anciens débardeurs pour remémorer le souvenir de leur collègue tragiquement disparu à la suite d'un accident. L'accident s'est produit le 3 avril 1978 à l'endroit même où s'élève aujourd'hui le petit monument qui a emporté René Félix Schneider débardeur, transporteur domicilié à Lièpvre.

## Croix disparues[6]

### Croix vers la route vers Sélestat

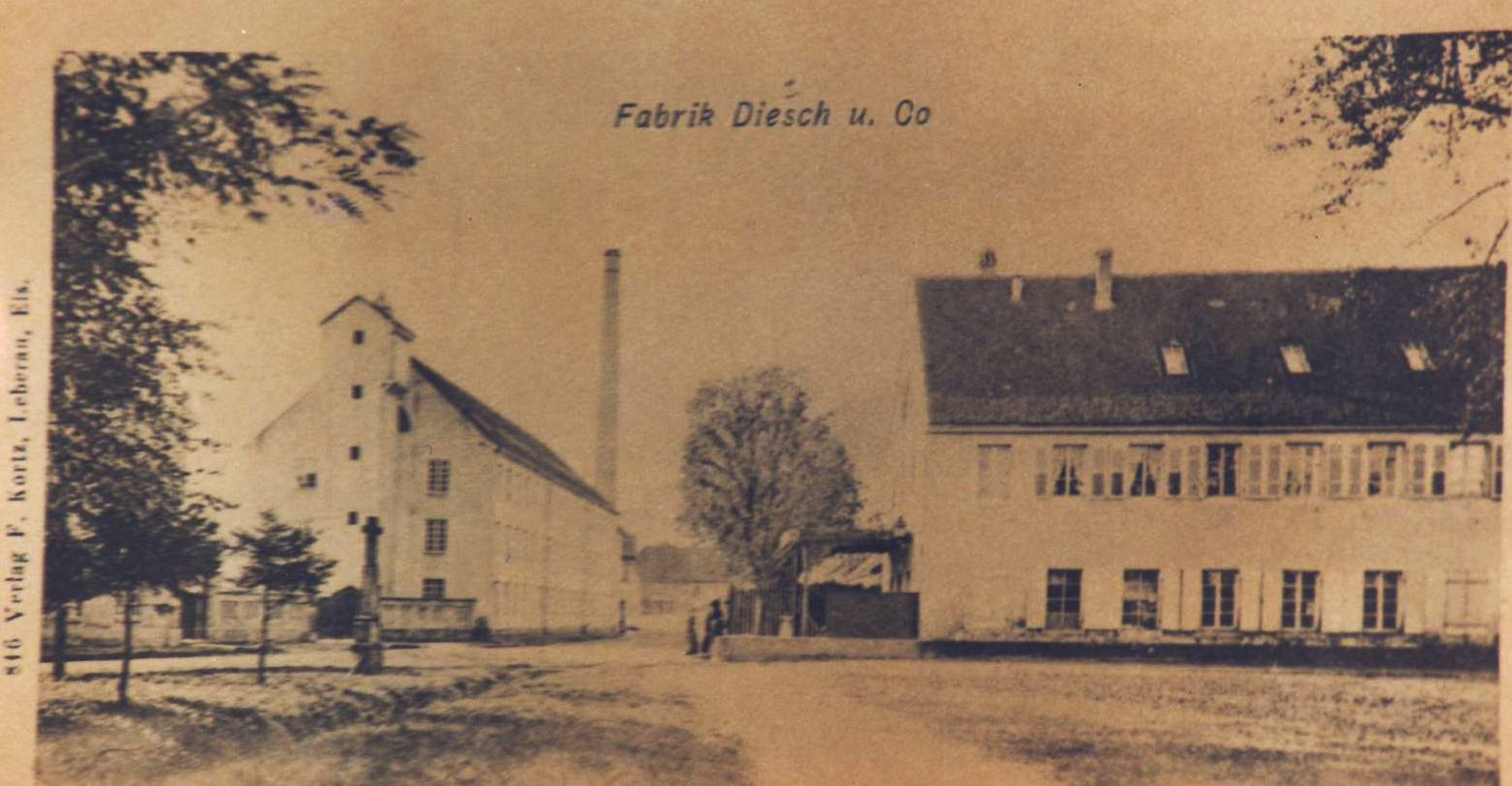
Ancien calvaire, aujourd'hui disparu, se trouvant près de l'usine Dietsch à Lièpvre (Photo datée de 1916)

Un beau calvaire de grès rouge se dressait autrefois sur la route qui va vers Sélestat. Il se trouvait devant le château de M. Dietsch, non loin de l’ancien prieuré des moines bénédictins.

### Croix sur la pente du Chalmont
Un autre calvaire datant de l’année 1751 existait  sur la hauteur menant au Chalmont. Il fut sans doute projeté dans le fossé par un voiturier. L’année 1751 marque l’époque où fut démolie l’église du prieuré. Pendant longtemps on voyait encore le socle sur lequel reposait la croix.
Selon Victor Kuentzman, qui donne cette information, depuis le calvaire la vue était superbe. On distinguait nettement le Chalmont, l’Altenberg et le château du Frankenbourg. Au siècle dernier, on ornait l’endroit de la croix brisée chaque mercredi des Rogations.

### La croix rose au pied du rain Calvin
Ce calvaire datait de 1702. La croix ne portait pas de Christ et avait pour seul décor un petit cœur sculpté dans la pierre. Elle paraît avoir remplacé une croix plus ancienne qui se trouvait à deux mètres de là. Au siècle dernier, on voyait encore le socle au bord d’un champ qui a été enlevé complètement en 1957. Cette colline était jadis le calvaire de Lièpvre, où se dressait une potence destinée à exécuter les malfrats et les criminels. La croix servait sans doute de lieu de prières pour les condamnés. Elle a sans doute été démolie pendant la Révolution.

### La croix du Hoimbach
Il existait une croix  du XIVe siècle près de l’entrée de la fabrique de tissage qui se trouvait à côté du Hoimbach. Elle était cachée et s’enfonçait dans la terre. Elle devait faire partie de l’ancien prieuré de Lièpvre. La croix se trouve à présent exposée à l’intérieur de l’église de Lièpvre.

### Croix près de la cité ouvrière
Une autre croix se trouvait sur le chemin à proximité de la cité ouvrière. Cette croix reposait sur un ancien pilier provenant sans doute d’une vieille construction datant de l’époque du prieuré de Lièpvre. Le pilier était monté sur un socle cubique sans décor, portant une traverse et le millésime de 1765. La croix était tournée sur le rain du Calvin, la montée du Ménabois et les autres contreforts du Taennchel.

### Croix devant le Chalet
Cette croix a été élevée en 1751 devant le chalet. Elle a été détruite en 1930.

### Croix de la place des fêtes
Ce calvaire datant du XIXe siècle a été détruit en 1944 lors de la libération de Lièpvre.

### La croix de Saint-Marc
Édifiée en 1872 et renversée par une voiture en 1996, cette croix en grès rose se trouvait au bord de la route qui va à Rombach-le-Franc, sur la ban communal de Lièpvre.

## Autres calvaires proches du village de Lièpvre
- Calvaires et croix de Rombach-le-Franc
- Croix et calvaires de Sainte Croix-aux-Mines
- Calvaires de Fouchy